# Leichtathletik-Weltmeisterschaften 2009/Teilnehmer (Costa Rica)
| Gelbes Symbol für Goldmedaillen mit stilisierten Olympischen Ringen | Graues Symbol für Silbermedaillen mit stilisierten Olympischen Ringen | Braundes Symbol für Bronzemedaillen mit stilisierten Olympischen Ringen |
| ------------------------------------------------------------------- | --------------------------------------------------------------------- | ----------------------------------------------------------------------- |
| —                                                                   | —                                                                     | —                                                                       |

Der Leichtathletik-Verband Costa Ricas stellte drei Athleten bei den Leichtathletik-Weltmeisterschaften 2009 in Berlin.

## Ergebnisse

### Männer

#### Laufdisziplinen
| Athlet       | Disziplin   | Vorlauf | Vorlauf | Halbfinale | Halbfinale | Finale    | Finale |
| Athlet       | Disziplin   | Zeit    | Platz   | Zeit       | Platz      | Zeit      | Platz  |
| ------------ | ----------- | ------- | ------- | ---------- | ---------- | --------- | ------ |
| Nery Brenes  | 400 m       | DNS     | DNS     | –          | –          | –         | –      |
| Allan Segura | 20 km Gehen |         |         |            |            | 1:29:52 h | 40     |

### Frauen

#### Laufdisziplinen
| Athletin       | Disziplin | Vorlauf    | Vorlauf | Halbfinale         | Halbfinale         | Finale             | Finale             |
| Athletin       | Disziplin | Zeit       | Platz   | Zeit               | Platz              | Zeit               | Platz              |
| -------------- | --------- | ---------- | ------- | ------------------ | ------------------ | ------------------ | ------------------ |
| Sharolyn Scott | 400 m     | 55,63 s PB | 33      | nicht qualifiziert | nicht qualifiziert | nicht qualifiziert | nicht qualifiziert |